# Bundesautobahn 114
La Bundesautobahn 114 (ou BAB 114, A114 ou Autobahn 114) est une autoroute passant par Berlin et le Brandebourg. Elle mesure 7 kilomètres.